# Стоян Зурлев
Стоян Тонев Зурлев (Събчо) е български партизанин, офицер, генерал-майор от МВР.

## Биография
Роден е на 17 юли 1925 г. в ямболското село Симеоново. По време на Втората световна война е партизанин в партизански отряд „Смърт на фашизма“. От 1967 до 1973 г. е началник на Окръжното управление на МВР в Ямбол. От 1973 г. е първи заместник директор на Дирекция „Народна милиция“ (по щата на революционните кадри). През 1980 г. е назначен за съветник на Генералното консулство на НРБ в Ленинград, СССР. Остава на този пост до 1985 г. Награждаван е с орден „Народна република България“ – II ст. (1975) и I ст. (1985). Умира на 29 май 1993 г.